# Rudolf Distelberger
Rudolf Distelberger (* 1937 in Steinakirchen am Forst; † 31. Juli 2011) war ein österreichischer Kunsthistoriker.

## Leben
Rudolf Distelberger studierte Kunstgeschichte und Klassische Archäologie in Wien und Rom, 1967 wurde er in Wien promoviert. Von 1963 bis 1970 arbeitete er beim Bundesdenkmalamt. Ab 1971 war er als Kurator in der Kunstkammer und der Geistlichen und Weltlichen Schatzkammer beim Kunsthistorischen Museum tätig und war von 2000 bis Ende 2002 Direktor dieser Sammlungen. Distelberger war Experte für die Technik und Geschichte der Steinschneidekunst und der Goldschmiedekunst.
Distelberger war Mitglied des Instituts für Österreichische Geschichtsforschung und Lektor an der Universität Wien.

## Publikationen (Auswahl)
- Studien zur barocken Raum- und Deckendekoration in Mittelitalien bis Pietro da Cortona. Dissertation Universität Wien 1967.
- mit Manfred Leithe-Jasper: Kunsthistorisches Museum Wien. Band 1. Die Schatzkammer. 1982, 5. aktualisierte Auflage, Verlag C. H. Beck, München 2009, ISBN 978-3-406-59178-5.
- Werke der Goldschmiede- und Steinschneidekunst. In: Fürst Karl I. von Liechtenstein, Hofstaat und Sammeltätigkeit: Obersthofmeister Kaiser Rudolfs II. und Vizekönig von Böhmen. Edition der Quellen aus dem liechtensteinischen Hausarchiv. 1. Textband. Böhlau, Wien 1983, S. 71–76.
- Die Kunst des Steinschnitts. Prunkgefäße, Kameen und Commessi aus der Kunstkammer. Ausstellung Dezember 2002 bis April 2003, Kunsthistorisches Museum, Wien 2002. Skira, Mailand 2002, ISBN 3-85497-064-1; ISBN 3-85497-052-8.
- Die Hedwigsbecher und die Steinschneidekunst. In: Rosemarie Lierke: Die Hedwigsbecher. Das normannisch-sizilische Erbe der staufischen Kaiser.  Rutzen, Ruhpolding, Mainz 2005, ISBN 978-3-447-06028-8, S. 83–94.
- mit Hanspeter Lanz: Gold für das Seelenheil: kostbare Weihegeschenke an die Madonna von Einsiedeln aus der Zeit um 1600. In: Zeitschrift für schweizerische Archäologie und Kunstgeschichte  66, 2009, S. 193–262 (Digitalisat).
- Ein unbekanntes Meisterwerk der Miseroni-Werkstatt. In: Sabine Haag, Cornelia Holzach (Hrsg.): Glanz der Macht. Kaiserliche Pretiosen aus der Wiener Kunstkammer. Folio Verlag, Wien-Bozen 2010, ISBN 978-3-85256-558-3, S. 61–73.